# Norra Rävsjön
Norra Rävsjön är en sjö i Ljusdals kommun i Hälsingland och ingår i Ljusnans huvudavrinningsområde. Sjön har en area på 0,206 kvadratkilometer och ligger 580,1 meter över havet.

## Delavrinningsområde
Norra Rävsjön ingår i det delavrinningsområde (684563-143388) som SMHI kallar för Ovan 684562-143567. Medelhöjden är 576 meter över havet och ytan är 3,2 kvadratkilometer. Det finns inga avrinningsområden uppströms utan avrinningsområdet är högsta punkten. Vattendraget som avvattnar avrinningsområdet har biflödesordning 3, vilket innebär att vattnet flödar genom totalt 3 vattendrag innan det når havet efter 235 kilometer. Avrinningsområdet består mestadels av skog (93 procent). Avrinningsområdet har 0,2 kvadratkilometer vattenytor vilket ger det en sjöprocent på 6,4 procent.